# Eumops auripendulus
Eumops auripendulus је врста сисара из реда слепих мишева (Chiroptera) и породице Molossidae.

## Распрострањење
Ареал врсте Eumops auripendulus обухвата већи број држава у јужној и централној Америци. Врста је присутна у Јамајци, Бразилу, Аргентини, Мексику, Венецуели, Перуу, Еквадору, Боливији, Парагвају, Белизеу, Колумбији, Панами, Никарагви, Костарици, Гватемали, Хондурасу, Салвадору, Гвајани, Суринаму, Тринидаду и Тобагу и Француској Гвајани.

## Станиште
Станишта врсте су шуме, саване и екосистеми ниских трава и шумски екосистеми.

## Угроженост
Ова врста није угрожена, и наведена је као последња брига јер има широко распрострањење.